# 251018 Liubirena
251018 Liubirena este un asteroid din centura principală de asteroizi.

## Descriere
251018 Liubirena este un asteroid din centura principală de asteroizi. A fost descoperit pe 16 august 2006 la observatorul astronomic din Andrușivka. Asteroidul prezintă o orbită caracterizată de o semiaxă mare de 2,45 ua, o excentricitate de 0,20 și o înclinație de 1,4° în raport cu ecliptica.